# Лоренцо Флорентийский
Лоре́нцо Флоренти́йский (Lorenzo da Firenze), Лоре́нцо Мази́ни (Laurentius Masini) — итальянский композитор периода Ars nova. Дата и место рождения неизвестны. Умер во Флоренции в декабре 1372 или январе 1373.

## Очерк биографии
Детали биографии Лоренцо скудны. Имя ‘Masini’ вероятно указывает на то, что он был сыном ‘Tomaso’. В некоторых оригиналах к его имени добавляется Ser (Ser Lorenzo) — почётное обращение «сир» в Италии XIV века указывало на знатное происхождение персоны. Согласно Ф. А. Галло, Лоренцо служил каноником в знаменитой флорентийской церкви Сан-Лоренцо с 1348 года до конца дней, где возможно был учителем Франческо Ландини (служившим в той же церкви органистом). Судя по текстам мадригалов «Ita se n’er’a star» и «Vidi, ne l’ombra», Лоренцо вращался в том же кругу, что Ландини, Андреа Флорентийский и Паоло Флорентийский. О раннем признании Лоренцо свидетельствует Филиппо Виллани, упоминая его как флорентийского композитора, наряду с Бартоло Флорентийским.

## Творчество
Творческое наследие Лоренцо состоит преимущественно из светских сочинений. Сохранились 6 баллат (все одноголосные), 10 мадригалов (за исключением «Dolgomi a voi» все двуголосные) и одна трёхголосная качча («A poste messe»). Авторы стихов по большей части неизвестны. Среди известных по имени Джованни Боккаччо (написал на его тексты одноголосную баллату «Non so qual i’ mi voglia» и двухголосный мадригал «Come in sul fonte fu preso Narciso»), Никколо Сольданьери, Франко Саккетти и Грегорио Калониста (Calonista). Мадригал «Ita se n’er’a star» был задуман вероятно как конкурсное сочинение (на тот же текст мадригал написал Винченцо из Римини). Сохранились также 2 духовных произведения — Sanctus и Gloria, оба на 2 голоса.
Загадочно одноголосное произведение с названием Antefana — скорее всего, Лоренцо преподавал музыку и написал его в дидактических целях. Согласно гипотезе Альберта Си, слово-неологизм происходит от лат. ante, Гвидонового слога fa и типичного родового окончания. Смысл упражнения в том, чтобы научить певчих отличать в пении целый тон от полутона (ante fa = "перед фа", то есть mi) — эта проблема верной интонации систематически поднималась в трудах Гвидо и других учебных пособиях ещё в XI веке. Помимо указания на полутон (в пределах одного гексахорда), ход mi-fa — при практическом применения мутации (т.е. в разных гексахордах) — даёт тритон (в «нашей» буквенной нотации f-h, h-f1, e-b, b-e1), запрещённый в мелодии интервал. Инструктивный текст (выписан под нотами упражнения, см. иллюстрацию) призывает певчих избегать тритона, а само упражение учит певчих  на ходу понижать недостающие (намеренно не выписанные) бемоли musica ficta:
Пусть певчие будут очень осторожны, чтобы самонадеянность в звуках, исходящих из их уст, по невежству не затронула ум, сердце и душу. Пусть лучше они споют меня три-четыре раза, стараясь избежать тритона; и если не будут нарушать предписаний правила, которое [здесь] сокрыто, то сразу и навсегда присоединятся к миру союзного пения. Аминь.
Полное собрание сочинений Лоренцо Флорентийского (кроме «Antefana») опубликовал Нино Пирротта в серии Corpus mensurabilis musicae VIII/3 (1962). Духовные сочинения Лоренцо опубликованы под редакцией Курта фон Фишера и Франко Альберто Галло в серии Polyphonic music of the fourteenth century, vol. 12 (1976). Учебная пьеса «Antefana» (факсимиле и современная транскрипция) опубликована в статье Г. Аллера (Allaire 1980; см. описание в библиографии).